# おせど
おせど（小瀬戸）は、兵庫県赤穂市の赤穂八幡宮近くにある大石内蔵助仮寓地跡の俗称。この仮寓地跡は伝大石良雄仮寓地跡として1997年（平成9年）3月31日に赤穂市指定文化財に指定されている。
俗称の由来は、島々が点在する瀬戸のように大小の岩があったところから”小瀬戸（おせど）”と言ったというが、浅野時代以前にあったとされる代官役所の後ろが如来寺への坂の下のくぼんだところにあったので”御背洞”と言ったという説もある。
また、大石内蔵助が城明け渡しの残務整理をする5月7日から6月25日の間、加里屋にあった遠林寺にここから通ったと書状に記している。この地は、内蔵助の家扶であった瀬尾孫左衛門の兄の別邸であり、下僕八助の世話を受けながらこの地で過ごし、別れに際して八助に自筆の繪を与えたともいう。
内蔵助が祀ったという稲荷神社があるが、真偽のほどは不明。